# Per Gessle
Per Gessle (geb. Per Håkan Gessle) (Halmstad, 12 januari 1959) is een Zweeds singer-songwriter. Internationaal is hij vooral bekend als mannelijke helft van de band Roxette. In eigen land is hij ook solo een zeer bekende popartiest.

## Biografie
Gessles carrière begon met de band Gyllene Tider (1977-1985), waarvan hij de leider was samen met Mats Persson. Gyllene Tider had verschillende reünies: in 1989, in 1995-1996 en in 2004. Samen met Marie Fredriksson vormde hij in 1987 de band Roxette waarmee hij begin 1989 internationaal doorbrak.
Gessle is sinds 21 augustus 1993 getrouwd met Åsa Gessle (geboren Nordin). Hij heeft een zoon Gabriel Titus (5 augustus 1997). Gessle is naast artiest en componist ook een succesvol zakenman. Hij is eigenaar van verschillende ondernemingen die veelal te maken hebben met zijn werk als artiest en componist. Daarnaast is hij een mede-eigenaar van een hotel in de Zweedse badplaats Tylösand, bij Halmstad.

### Solo
Als soloartiest gaf Gessle verschillende albums uit. De eerste 2, in de jaren 80 waren Zweedstalig. "The World According to Gessle" uit 1997 was zijn eerste Engelstalige soloplaat.
In 2003 gaf Gessle zijn vierde soloalbum "Mazarin" uit, weer in het Zweeds. Hij beschouwde "Mazarin" als een klein projectje, maar het album was onverwacht een enorm succes. Het album kreeg niet alleen goede recensies, maar werd ook een groot commercieel succes. Hits van "Mazarin" waren "Här kommer alla känslorna", "På promenad genom stan" en "Tycker om när du tar på mig". Omdat Gessle niet op zo'n groot succes had gerekend had hij geen tournee gepland. Toen dat toch werd georganiseerd werd ook dat een groot succes met in totaal 157.000 bezoekers.

### Samen
In 2004 kwam Gyllene Tider weer bij elkaar en maakte het het album "Finn Fem Fel". In 2005 kwam Gessle met een soloalbum onder de naam "Son of a Plumber". Gessles doel met dit project was om zijn muzikale 'roots' te vinden. Hij maakte dit album vooral voor zichzelf en niet met commerciële doeleinden. Zowel "Jo-Anna Says" en "Hey Mr DJ (Won't You Play Another Love Song?)" werden hits.
In 2006 speelde Per Gessle met Roxette enkele nieuwe nummers in verband met het 20-jarige bestaan van Roxette. In de zomer van 2007 kwam Gessles vierde soloalbum in het Zweeds uit: "En händig man". Het titelnummer "En händig man" en "Jag skulle vilja tänka en underbar tanke" kwamen op single uit. Ook volgde er een zomertournee door Zweden.

## Discografie

### Albums
- Per Gessle (1983)
- Scener (1986)
- The World According to Gessle (1997)
- Hjärtats Trakt / En Samling (1998)
- Mazarin (2003)
- Son of a Plumber (2005)
- En händig man (2007)
- Party crasher (2008)
- The Per Gessle Archives (2014)
- En vacker natt (2017)
- En vacker dag (2017)
- Small Town Talk (2018)
- Mind Control (2019)
- Gammal kärlek rostar aldrig (2020)

| Album met hitnotering(en) in de Vlaamse Ultratop 200 albums | Datum van verschijnen | Datum van binnenkomst | Hoogste positie | Aantal weken | Opmerkingen |
| ----------------------------------------------------------- | --------------------- | --------------------- | --------------- | ------------ | ----------- |
| The World According to Gessle                               | 1997                  | 07-06-1997            | 45              | 2            |             |

### Singles
- "Do You Wanna Be My Baby?" (1997)
- "Kix" (1997)
- "I Want You to Know" (1997)
- "I Wanna Be Your Boyfriend" (2002)
- "Här kommer alla känslorna (På en och samma gång)" (2003)
- "På promenad genom stan" (2003)
- "Tycker om när du tar på mej" (2003)
- "C'mon / Jo-Anna Says" (2005)
- "Hey Mr. DJ (Won't You Play Another Love Song)" (2006)
- "I Like It Like That" (2006)
- "En händig man (song)|En händig man" (2007)
- "Jag skulle vilja tänka en underbar tanke" (2007)
- "Pratar med min müsli" (2007)
- "Silly Really" (2008)
- "Sing Along" (2009)
- "Småstadsprat" (2017)
- "Save Me a Place" (2017)
- "Name You Beautiful" (2018)
- "LaLaLove" (2018)
- "Mamma/Pappa" (2020)

| Single met hitnotering(en) in de Vlaamse Ultratop 50 | Datum van verschijnen | Datum van binnenkomst | Hoogste positie | Aantal weken | Opmerkingen |
| ---------------------------------------------------- | --------------------- | --------------------- | --------------- | ------------ | ----------- |
| Do You Wanna Be My Baby?                             | 1997                  | 07-06-1997            | 46              | 1            |             |